# Reviviendo la Navidad
Reviviendo la Navidad es una película navideña mexicana de comedia familiar dirigida por Mark Alazraki. Es protagonizada por Mauricio Ochmann y Ana Brenda Contreras. 
La película fue estrenada el 20 de diciembre de 2022, por Netflix.

## Sinopsis
Chuy es un hombre mal humorado que odia celebrar su cumpleaños y Navidad al mismo tiempo, un día la vida le ofrece una gran lección: recibe un hechizo en Navidad y despierta un año después. Pronto se da cuenta de que está condenado a repetir la Nochebuena una y otra vez, para afrontar las consecuencias de lo que su otro yo ha hecho en los 364 días restantes del año.

## Reparto
- Mauricio Ochmann como Jesús "Chuy" Padilla
- Ana Brenda Contreras como Daniela Dávila
- Manu Na como el Diva Madrina
- José Sefami como Néstor Padilla
- María Rojo como Silvia Díaz de Padilla
- Paula Espinoza como Paola Padilla 
  - Ana Jimena Villanueva como Paola de adolescente
- Kaleb Acab como Óscar Padilla 
  - Bastian Calva como Óscar de adolescente
- Aldo Escalante como Rubén Dávila
- Verónica Bravo como Alejandra Padilla
- Hernán del Riego como Miguel Padilla
- Alfonso Borbolla como Conrado Cruz
- Andrea Ortega-Lee como Nuria Dávila
- Osvaldo de León como Esteban Cruz
- Heriberto Méndez como Pablo Márquez
- Artús Chávez como Braulio Milán
- Erick Chapa como Tommy

## Producción
El rodaje duró 6 semanas en total, fue filmada en la Ciudad de México en Galerías Insurgentes, ubicadas en la Colonia del Valle.